# Apeadeiro de Aguim
O Apeadeiro de Aguim é uma interface da Linha do Norte, que serve a localidade de Aguim, no Distrito de Aveiro, em Portugal.

## Descrição

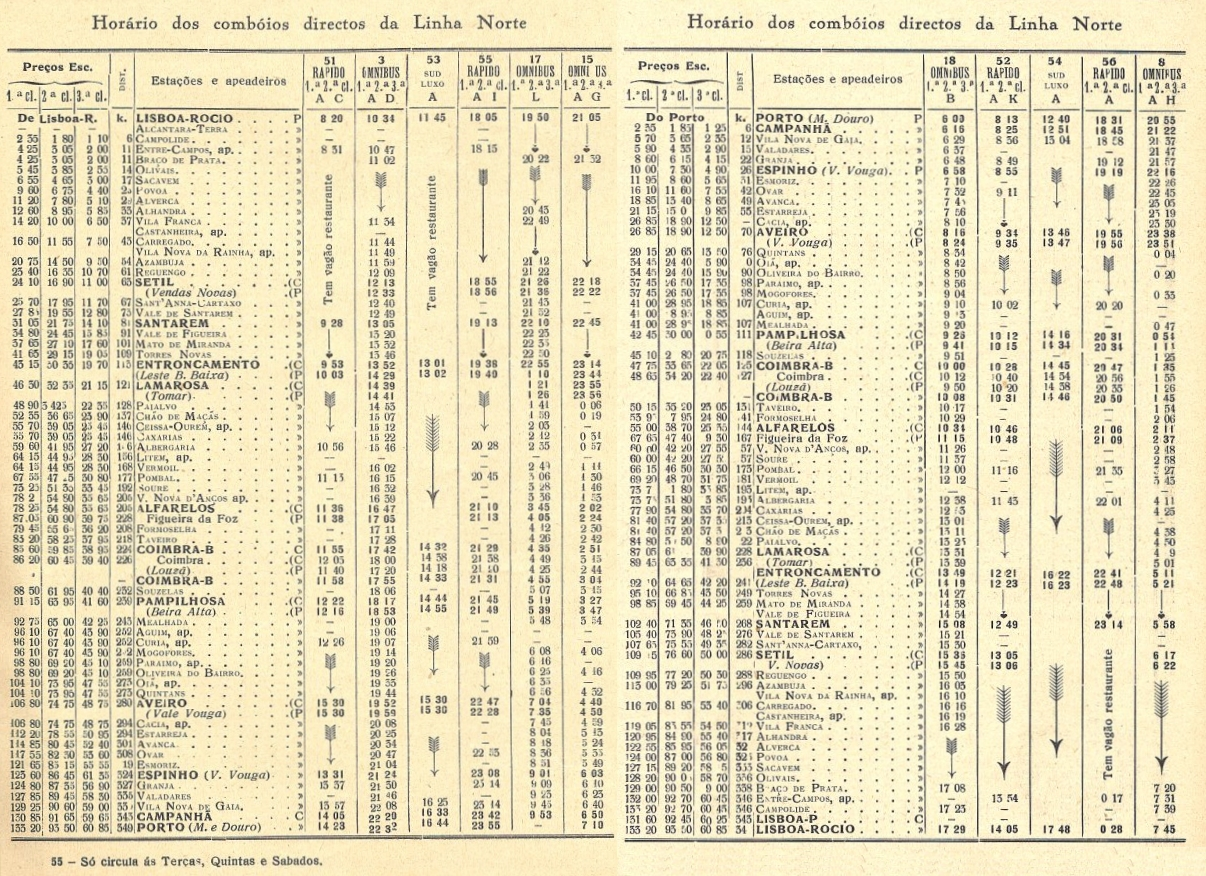
Horário de 1933 onde se faz menção ao apeadeiro de Aguim.

Esta interface tem acesso pela Rua do Apeadeiro, junto à localidade de Aguim. Dista 1,0 km da localidade de Tamengos (igreja).

## História
Este apeadeiro situa-se no troço da Linha do Norte entre Taveiro e Estarreja, que entrou ao serviço em 10 de Abril de 1864, pela Companhia Real dos Caminhos de Ferro Portugueses.

Em inícios da década de 2020 realizaram-se obras de manutenção e beneficiação neste apeadeiro.